# Taconic

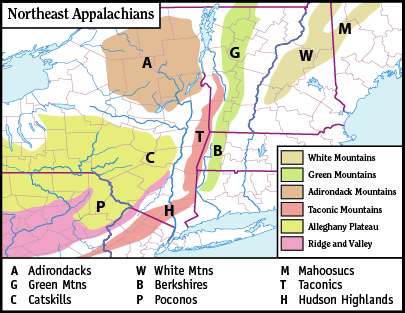
Mapa północno-wschodnich Appalachów; pasmo Taconic zaznaczone kolorem czerwonym i literą T

Taconic (ang. Taconic Mountains) – pasmo górskie należące do Appalachów, ciągnące się wzdłuż wschodniej granicy stanu Nowy Jork, w Stanach Zjednoczonych. Swoim zasięgiem obejmuje również stan Massachusetts i południowo-zachodnią część stanu Vermont. Najwyższy szczyt to Mount Equinox, o wysokości 1163 m n.p.m. leżący na północnym krańcu pasma górskiego przy miejscowości Manchester, w stanie Vermont. 

## Geologia
Góry Taconic powstały w wyniku kolizji Płyty Północnoamerykańskiej z łukiem wysp, podczas okresu Ordowiku, mniej więcej 440 milionów lat temu.